# Dolînka, Ivanîci
Dolînka (în ucraineană Долинка) este un sat în așezarea urbană Ivanîci din raionul Ivanîci, regiunea Volînia, Ucraina.

## Demografie
Componența lingvistică a localității Dolînka
     Ucraineană (99,25%)
     Alte limbi (0,75%)
Conform recensământului din 2001, majoritatea populației localității Dolînka era vorbitoare de ucraineană (99,25%), existând în minoritate și vorbitori de alte limbi.